# Sant Antoni de Vilamajor
Sant Antoni de Vilamajor è un comune spagnolo di 3 829 abitanti situato nella comunità autonoma della Catalogna.